# Bror Städe
Bror Frans Städe, född 18 juli 1895 i Norra Vram, Malmöhus län, död 30 juni 1962 i Malmö, var en svensk guldsmed, tecknare, grafiker och målare.
Han var son till gruvarbetaren Bernhard Hjalmar Städe Och Maria Amanda Jönsson och gift med Selma Kristina Pettersson. Efter utbildning till guldsmed bedrev han självstudier inom målning och teckning. Han medverkade i samlingsutställningar arrangerade av Helsingborgs konstförening. Hans konst består av stadsbilder och landskapsskildringar utförda i teckning, målning eller som litografier.  